# Australien i olympiska sommarspelen 1936
Australien deltog med 32 deltagare vid de olympiska sommarspelen 1936 i Berlin. Totalt vann de en bronsmedalj.

## Medalj

### Brons
- Jack Metcalfe - Friidrott, tresteg.